# Episinus maculipes numidicus
Episinus maculipes là một phân loài nhện trong họ Theridiidae.
Loài này thuộc chi Episinus. Episinus maculipes numidicus được Wladislaus Kulczynski miêu tả năm 1905.